# Telefonnetz
Unter einem Telefonnetz (oder in Deutschland veraltet Fernsprechnetz) bzw. PSTN (für englisch Public Switched Telephone Network) versteht man in der Telefonie ein Kommunikationssystem (Netzwerk), das für die Abwicklung von Telefongesprächen konstruiert ist. Telefonnetz ist ein immaterieller Begriff und somit unabhängig von der jeweils verwendeten Technologie oder Netzarchitektur.

## Allgemeines
Ein Telefonnetz liegt dann vor, wenn folgende Eigenschaften, die über die Anforderungen eines Kommunikationssystems hinausgehen, vorhanden sind:
- Ein Gesprächspartner kann durch die Eingabe einer Rufnummer angewählt bzw. angerufen werden.
- Der Aufbau der Verbindung zwischen den Gesprächspartnern dient vorwiegend dem Austausch von Sprache.
- Nach Beendigung des Gesprächs wird die aufgebaute Verbindung wieder abgebaut, damit die verwendeten Betriebsmittel (Telefon, Netzressourcen) neuen Gesprächsverbindungen zur Verfügung stehen.

Zu einem Telefonnetz gehören alle Betriebsmittel, die zum Aufbau eines Telefongespräches unmittelbar verwendet werden. Ein Telefonnetz kann öffentlich sein, man spricht dann von einem öffentlichen Telefonnetz (zum Beispiel das Festnetz oder Mobilfunknetz), oder es kann privat sein, man spricht dann von privaten Telefonnetzen (beispielsweise Firmentelefonnetze oder das Telefonnetz der Deutschen Bundeswehr).

## Entwicklung
Am Beginn der Entwicklung des Telefonnetzes im Jahr 1877 standen Leitungen, durch die jeweils zwei Telefonapparate direkt miteinander verbunden waren. Es gab keine Möglichkeit, andere Teilnehmer zu erreichen.
Ab 1881 entstanden Telefonzentralen, in denen verschiedene Teilnehmer durch manuelles Umstecken miteinander verbunden werden konnten. Die Vermittlung lief über Telefonisten, denen der Anrufer den gewünschten Teilnehmer nannte.
1892 wurde eine selbstständige Vermittlungsstelle erfunden. In Deutschland wurden Vermittlungsstellen ab 1908 in den Ortsnetzen und ab 1923 in den Fernvermittlungsstellen eingesetzt. In der Schweiz geschah dies über mehrere Jahrzehnte hinweg schrittweise. 
Das bis etwa 1990 vorherrschende Telefonnetz bestand aus einzelnen Leitungen, die analoge Tonsignale übertragen konnten. Die Bandbreite war dabei auf den Frequenzbereich von 300 bis 3400 Hertz begrenzt. Außer den Sprachsignalen werden noch Signale wie das Rufsignal (Klingeln), Hörtöne (z. B. Freiton, Besetztton) und Tarifeinheiten (für die Gebührenanzeige) zum Teilnehmerapparat übertragen. Die Ortsvermittlungsstellen versorgen die angeschlossenen Geräte mit einer Gleichspannung von etwa 60 Volt, allerdings nur, wenn der Hörer ausgehängt ist. Diese Versorgung wird als Speisung bezeichnet.
Seit etwa 1980 wurde das analoge Netz für analoge Schmalbandanschlüsse (analoge Fernsprechanschlüsse) (siehe auch Schmalbandkommunikation) zu einem digitalen diensteintegrierenden Universalnetz (ISDN) ausgebaut, über das nicht nur Sprachdienste abgewickelt, sondern auch eine Vielzahl weiterer digitaler Dienste integriert wurden. Seitdem ist der Ausdruck „Fernsprechnetz“ veraltet. Auch Mobilfunk und Internet nutzen Teile des heutigen Telefonnetzes.
Mit den vermittlungstechnischen Leistungsmerkmalen stellt ein Telefonnetz zahlreiche Dienste für den Endteilnehmer zur Verfügung.
Bei analogen Telefonen werden nur Frequenzen von ca. 300 Hz bis 3,4 kHz übertragen (Bandbreite also 3,1 kHz). Nach CCITT soll der Signal-Rausch-Abstand besser sein als 34 dB. Unterschreitet er 18 dB, ist das Sprachverständnis deutlich eingeschränkt. Die Grundfrequenz männlicher Sprecher liegt bei knapp 100 Hz. Frauen sprechen fast eine Oktave höher mit einer Grundfrequenz von ca. 180 Hz. Dass der Gesprächspartner am Telefon trotzdem erkennt, ob er mit einem Mann oder einer Frau spricht, liegt an den Obertönen der Sprache. Diese höheren Frequenzen werden am Telefon übertragen, und das menschliche Gehirn rekonstruiert aus den Obertönen die Grundfrequenz. Dieses psychoakustische Phänomen nennt man Residualeffekt.
Bei einer ISDN-Teilnehmeranschlussleitung wird seit der Einführung der DSL-Dienste auf der Kupfer-Doppelader eine wesentlich höhere Bandbreite als 3,1 kHz benutzt: Neben ADSL und SDSL, die den Frequenzbereich bis etwa 1 MHz benutzten, wird bei VDSL der Frequenzbereich bis 17,6 MHz und bei dem Nachfolgestandard VDSL2 sogar ein Frequenzbereich bis 35 MHz verwendet.

## Netzebenen und Strukturen

Struktur des Zugangsnetzes

Eine Unterteilung heutiger Telefonnetze ergibt sich aus ihren unterschiedlichen Funktionen. Verschiedene Teilnetze und werden heute zum Betrieb eines Telefonnetzes eingesetzt:
Zugangsnetz
Dieses Teilnetz dient der effizienten Anbindung der einzelnen Teilnehmer an das in mehreren Hierarchieebenen verkabelte Verbindungsnetz.
Verbindungsnetz
Dieses Teilnetz wird im Wesentlichen von den Vermittlungsstellen als Knotenpunkten und den Verbindungsleitungen zwischen diesen Knoten gebildet. Aufgabe ist es, die Kommunikationskanäle zwischen den Teilnehmern zu schalten und zu verwalten, sowie die Verbindung über übergeordnete oder zu entfernten Vermittlungsstellen und zu den einzelnen Netzteilnehmern zu ermöglichen.
Signalisierungsnetz
Solange sich nur analoge Vermittlungsstellen im Telefonnetz befanden, mussten alle Informationen, die zum Rufaufbau und -abbau nötig waren, in den Sprachkanälen mit übertragen werden (gewählte Kennzahl, Teilnehmer hat abgehoben/aufgelegt, Rufton anlegen usw.).
Seit der Einführung digitaler Vermittlungsstellen wurden Sprachübertragung und die Übertragung von Signalisierungsinformationen getrennt. Über das Signalisierungsnetz wird der Rufaufbau und -abbau gesteuert. Das heißt, es wird die gewählte Rufnummer übertragen und die Vermittlungsstelle des gewünschten Teilnehmers gefunden, alle Teilnehmeraktionen werden hierüber übertragen (Hörer abnehmen, wählen, auflegen, Klingelton anlegen usw.), auch der Aufbau und Abbau der Sprachkanäle wird hierüber koordiniert. Alle Anlagen des Telefonnetzes sind über das Signalisierungsnetz miteinander verbunden. Kernpunkt dieses Netzes sind Signalling Transfer Points (STP), die das Zeichengabesystem Nr. 7 als Signalisierungsprotokoll benutzen.
Datennetz
Über Datennetze werden Dienste wie Internet, E-Mail usw. abgewickelt. Wünscht ein Teilnehmer eine Datenverbindung (z. B. über DSL), wird dies bereits in den Ortsvermittlungsstellen erkannt und von dort eine entsprechende Verbindung zum Einwahlknoten ins Internet geschaltet.
Jedes einzelne Teilnetz gehört zu einer sogenannten Netzebene.

## Technologietrends
Neue Technologien in der Übertragung und deren höhere Bandbreitenverfügbarkeit bestimmen bereits heute die nächsten Entwicklungsschritte des Telefonnetzes. Während im ISDN noch vorwiegend Dialogdienste verfügbar sind, die den Teilnehmern dieselbe Bitrate zur Verfügung stellen, können mit den asymmetrischen Bitraten der DSL-Technik neben IP-Telefonie künftig auch Verteildienste (Broadcasting) wie Rundfunk, Fernsehen oder Video-on-Demand integriert werden.
Heute im Aufbau befindliche Netze sind Next Generation Network (NGN) und IP Multimedia Subsystem (IMS) Netze. Diese Netze werden nicht mehr als eigentliche Telefonnetze bezeichnet, sondern werden allgemein als Kommunikationsnetze angesehen, die die Funktion eines Telefonnetzes einschließen. Die Deutsche Telekom plant, bis 2018 alle bisherigen ISDN-Anschlüsse durch NGN zu ersetzen. Analoge Anschlüsse werden über die MSAN-Technik weiterhin angeboten.